# Spirit (album, Reckless Love)
Spirit je třetí studiové album skupiny Reckless Love, vydané 2. září 2013 přes vydavatelství Spinefarm/Universal Music Group. Album se umístilo 3. místě v žebřícku Finland Albums Top 50.

## Seznam skladeb
| Pořadí | Název                      | Autor                                     | Délka |
| ------ | -------------------------- | ----------------------------------------- | ----- |
| 1.     | Night on Fire              | Olli Herman, Pepe Reckless, Ikka Wirtanen | 3:26  |
| 2.     | Bad Lovin'                 | Herman, P. Reckless, Wirtanen             | 3:52  |
| 3.     | I Love Heavy Metal         | Herman, P. Reckless, Wirtanen             | 4:08  |
| 4.     | Favorite Flavor            | Herman, P. Reckless, Wirtanen             | 3:09  |
| 5.     | Edge of Our Dreams         | Herman, P. Reckless, Wirtanen             | 3:48  |
| 6.     | Sex, Drugs & Reckless Love | Herman, P. Reckless, Wirtanen             | 3:15  |
| 7.     | Dying to Live              | Herman, P. Reckless, Wirtanen             | 4:19  |
| 8.     | Metal Ass                  | Herman, P. Reckless, Jalle Verne          | 2:21  |
| 9.     | Runaway Love               | Herman, P. Reckless, Wirtanen             | 4:15  |
| 10.    | So Happy I Could Die       | Herman, P. Reckless, Wirtanen             | 4:10  |
| 11.    | Hot Rain                   | Herman, P. Reckless, Wirtanen             | 5:12  |

## Obsazení
- Olli Herman – zpěv
- Pepe Reckless – kytary, doprovodný zpěv
- Jalle Verne – baskytara, doprovodný zpěv
- Hessu Maxx – bicí, perkuse